# Coenosia apicata
Coenosia apicata är en tvåvingeart som beskrevs av Huckett 1965. Coenosia apicata ingår i släktet Coenosia och familjen husflugor. Inga underarter finns listade i Catalogue of Life.